# Heiligendamm

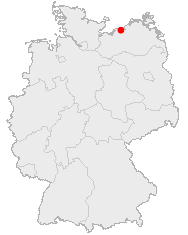
Bản đồ Germany với Heiligendamm, Bad Doberan được tô đậm

Heiligendamm (phát âm: [haɪ̯lɪgn̩̩ˈdam]) là khu nghỉ dưỡng ven biển Baltic được thành lập năm 1793. Nó là suối khoáng ven biển cổ nhất tại Đức. Heiligendamm thuộc về thị xã Bad Doberan, bang Mecklenburg-Vorpommern.
Vì những tòa nhà màu trắng của trường phái cổ điển nằm dọc theo bãi biển, thị xã cũng được gọi là "Thị xã màu trắng ven biển" (tiếng Đức: Die weiße Stadt am Meer). Ngày nay, vùng ngay bên cạnh bờ biển có một khách sạn năm sao. Một đường sắt khổ hẹp, được gọi là "Molli", nối Heiligendamm với Kühlungsborn và Bad Doberan bằng xe lửa hơi nước.